# Есенков, Сергей Васильевич
Сергей Васильевич Есенков (7 октября 1929, Боровское — 31 декабря 2008, Юбилейный, Московская область) — советский военный деятель, инженер в области создания и испытаний ракетных и ракетно-космических комплексов, начальник 2-го управления 53-го Научно-исследовательского испытательного полигона Министерства обороны СССР, полковник, Герой Социалистического Труда (1978).

## Биография
Родился 7 октября 1929 года в селе Боровском Алейского района Барнаульского округа Сибирского края (в настоящее время Алейский район Алтайского края). В 1948 году поступил и в 1953 году окончил Томский политехнический институт (механический факультет).
В Вооружённых Силах СССР с 1953 года. В 1954 году окончил с отличием Военную академию имени Ф. Э. Дзержинского. Служил в ракетных частях, на 4-м Государственном центральном испытательном полигоне Министерства обороны СССР в должностях инженера, старшего инженера-испытателя, старшего офицера-испытателя, ведущего инженера-испытателя. С 1963 по 1984 годы служил на 53-м Научно-исследовательском испытательном полигоне в должности заместителя начальника отдела, начальника отдела, заместителя начальника управления по испытаниям. С 1976 года полковник Есенков — начальник испытательного управления.
Основное направление его испытательной и научно-исследовательской деятельности связано с обеспечением качественного контроля строительно-монтажных работ, проведения автономных и комплексных испытаний технологического оборудования, технических систем и сооружений; организацией, проведением и оценкой результатов летно-конструкторских и государственных испытаний ракетных и ракетно-космических комплексов. В течение 30 лет участвовал в составе боевых расчетов, стартовых комплексов по подготовке и пуску около 300 ракет и запуску около 600 ракет-носителей с космическими аппаратами различного типа и назначения.
В 1984 году был назначен начальником отдела 50-го Центрального научно-исследовательского института Министерства обороны. В 1987 году уволен в запас по возрасту. С 1989 года — в отставке, продолжал работать в институте до 1992 года. 
Последние годы Есенков жил в городе Юбилейном Московской области. Сергей Васильевич умер 31 декабря 2008 года, он похоронен на Аллее Славы Невзоровского кладбища (Пушкинский  район,  Московской области).

## Награды и звания
- Герой Социалистического Труда (1978) — за большие заслуги в деле развития вооружения и военной техники и в связи с 60-летием Советской Армии и Военно-Морского Флота (указ Президиума Верховного Совета СССР от 21 февраля 1978 года)[3]
- Орден Ленина (1978)[3]
- Орден Красной Звезды (1967)[3]
- Государственная премия СССР (1972)[3]
- Почётный радист СССР (1970)[3]
- Заслуженный испытатель космической техники (почётное звание — общественная награда Федерация космонавтики России)[4]